# Irion County
Das Irion County ist ein County im Bundesstaat Texas der Vereinigten Staaten. Das U.S. Census Bureau hat bei der Volkszählung 2020 eine Einwohnerzahl von 1.513 ermittelt. Der Sitz der County-Verwaltung (County Seat) befindet sich in Mertzon.

## Geographie
Das County liegt etwa 80 km westlich des geographischen Zentrums von Texas und hat eine Fläche von 2724 Quadratkilometern, ohne nennenswerte Wasserfläche. Das County grenzt im Uhrzeigersinn an folgende Countys: Sterling County, Tom Green County, Schleicher County, Crockett County und Reagan County.

## Geschichte

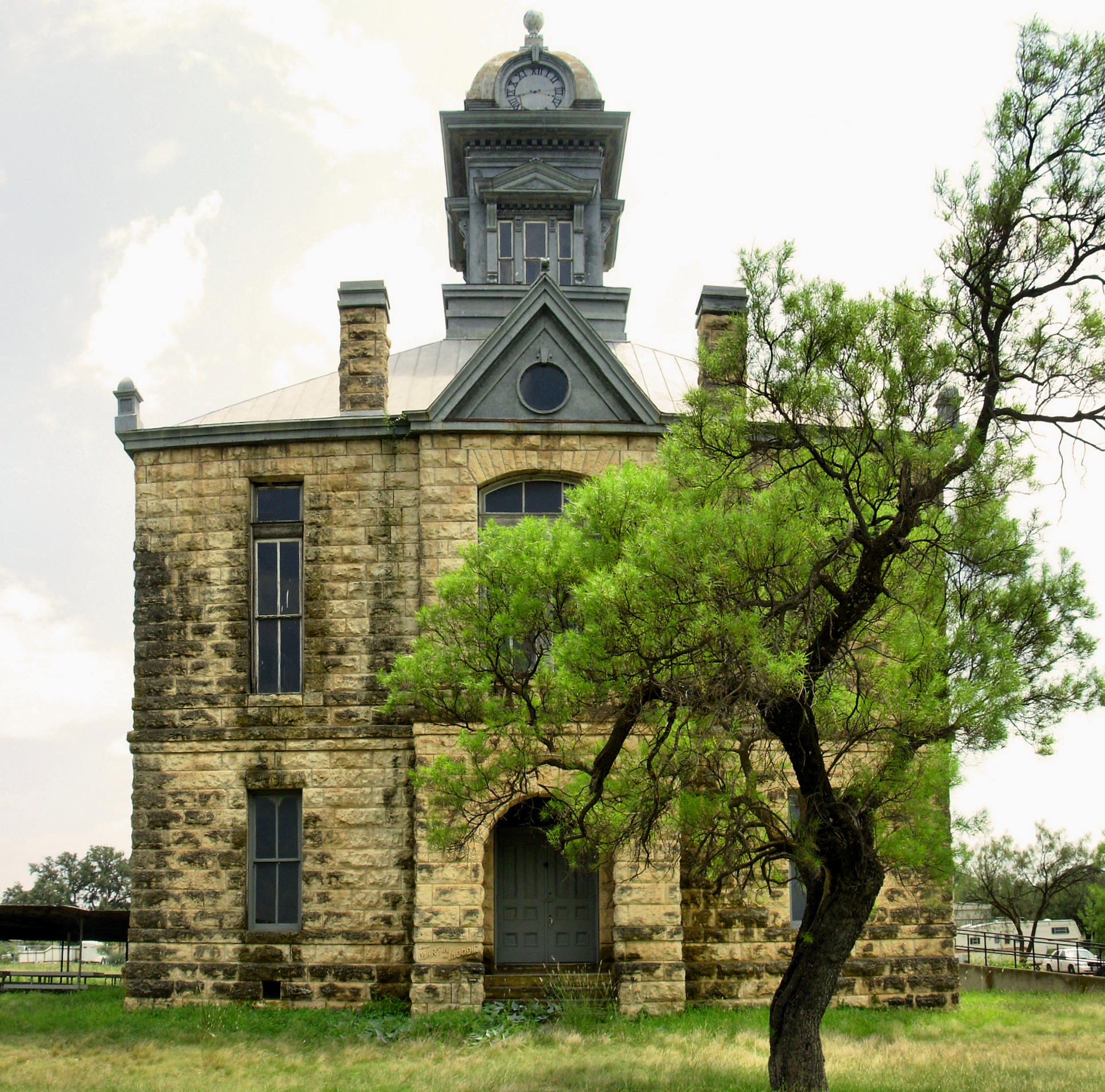
Das Irion County Courthouse in Sherwood, gelistet im NRHP mit der Nr. 77001455.

Irion County wurde am 7. März 1889 aus Teilen des Tom Green County gebildet. Benannt wurde es nach Robert Anderson Irion (1804–1861), einem Arzt und Landvermesser, der Abgeordneter im Senat der Republik Texas sowie 1837/1838 ihr Außenminister war.
Ein Bauwerk im County ist im National Register of Historic Places („Nationales Verzeichnis historischer Orte“; NRHP) eingetragen (Stand 25. November 2021), das Irion County Courthouse.

## Demografische Daten
Nach der Volkszählung im Jahr 2000 lebten im Irion County 1.771 Menschen in 694 Haushalten und 523 Familien. Die Bevölkerungsdichte betrug 1 Einwohner pro Quadratkilometer. Ethnisch betrachtet setzte sich die Bevölkerung zusammen aus 90,68 Prozent Weißen, 0,40 Prozent Afroamerikanern, 0,79 Prozent amerikanischen Ureinwohnern und 6,55 Prozent aus anderen ethnischen Gruppen; 1,58 Prozent stammten von zwei oder mehr Ethnien ab. 24,62 Prozent der Einwohner waren spanischer oder lateinamerikanischer Abstammung.
Von den 694 Haushalten hatten 32,4 Prozent Kinder oder Jugendliche, die mit ihnen zusammen lebten. 64,8 Prozent waren verheiratete, zusammenlebende Paare 6,6 Prozent waren allein erziehende Mütter und 24,5 Prozent waren keine Familien. 21,8 Prozent waren Singlehaushalte und in 11,2 Prozent lebten Menschen im Alter von 65 Jahren oder darüber. Die durchschnittliche Haushaltsgröße betrug 2,55 und die durchschnittliche Familiengröße betrug 2,97 Personen.
26,7 Prozent der Bevölkerung war unter 18 Jahre alt, 4,7 Prozent zwischen 18 und 24, 26,9 Prozent zwischen 25 und 44, 26,1 Prozent zwischen 45 und 64 und 15,6 Prozent waren 65 Jahre alt oder älter. Das Medianalter betrug 40 Jahre. Auf 100 weibliche Personen kamen 100,3 männliche Personen und auf 100 Frauen im Alter von 18 Jahren oder darüber kamen 99,4 Männer.
Das jährliche Durchschnittseinkommen eines Haushalts betrug 37.500 US-Dollar, das Durchschnittseinkommen einer Familie betrug 45.458 US-Dollar. Männer hatten ein Durchschnittseinkommen von 35.642 US-Dollar, Frauen 20.395 US-Dollar. Das Pro-Kopf-Einkommen betrug 20.515 US-Dollar. 8,3 Prozent der Familien und 8,4 Prozent der Einwohner lebten unterhalb der Armutsgrenze.

## Orte im County
| - Arden - Barnhart | - Mertzon - Noelke | - Sherwood - Suggs |